# -oid
Suffikset -oid kommer af græsk oeides, som kommer af eidos = "form" eller "skikkelse". Endelsen har den grundlæggende betydning "-lignende". Ord, der ender på -oid er for det meste tillægsord, men de kan også være navneord. F.eks. betyder insektoid "med insektagtige træk" (tillægsordsagtigt) eller "med insektkarakter" (navneordsagtigt).